# Imhausen-Chemie
Die Imhausen-Chemie war eine Unternehmensgruppe mit Werken in Witten und Lahr/Schwarzwald, die sich mit Kolloid-Chemie und später dem Chemieanlagenbau beschäftigte. Der Grundstein wurde 1912 durch die Übernahme der Märkischen Seifenindustrie durch Arthur Imhausen und Clemens Stallmeyer gelegt, die Firma des Unternehmens wechselte im Laufe der Zeit mehrfach.

## Geschichte
Kurz vor dem Zweiten Weltkrieg gelang der Imhausen-Chemie die Herstellung von künstlichen Fetten aus Nebenprodukten der Kohlehydrierung, was ihre Produktionsanlagen in Witten aufgrund der Autarkiebestrebungen der Nationalsozialisten kriegswichtig machte. 1944 wurde ein Teil der Produktion daher nach Lahr verlegt.
Karl-Heinz Imhausen (* 11. Juli 1911 in Gelsenkirchen; † 1983), promovierter Chemiker und Sohn des Unternehmensgründers, forcierte nach dem Zweiten Weltkrieg den Umzug des Unternehmens Imhausen & Co. GmbH an den zweiten Standort Lahr, obwohl der Standort in Witten bereits 1947 seine Produktionsanlagen wieder in Betrieb nehmen konnte. Einer der Gründe für den Umzug – und den Aufbau neuer Anlagen – lag darin, dass die Herstellung von synthetischen Fetten und Seifen unter der Konkurrenz der nun wieder freien Weltmarktpreise nicht wirtschaftlich war. 1952 ging ein wesentlicher Anteil der Wittener Imhausen-Werke an die Westfalenbank, von der die Harpener Bergbau AG die Anteile kaufte. Das Wittener Werk wurde umfirmiert in Chemische Werke Witten.
Der kurz nach dem Krieg eingestellte Wittener Chemiker Ewald Katzschmann patentierte für Imhausen 1951 wichtige Verfahren zur Luftoxidation von Xylol. Das hierdurch zugängliche Dimethylterephthalat war Grundstoff für die neue Kunstfaserproduktion. Lizenzen für dieses Verfahren wurden von Imhausen weltweit verkauft. Auch auf dem Gebiet des Holzschutzes war Imhausen aktiv: Es wurden zunächst Mittel auf Basis von polychlorierten Naphthalinen (PCN) produziert, die dann Mitte der 1950er Jahre vom potenteren Pentachlorphenol (PCP) abgelöst wurden, das bis ca. 1971 in Witten produziert wurde.
Karl-Heinz Imhausen baute die Imhausen-Chemie in ein Geflecht von Tochtergesellschaften und Beteiligungen ein (u. a. die Unternehmen Bomin, Bochako, Otto Wolff Chemieanlagen), das sich nicht mehr nur mit der Herstellung, sondern auch mit dem Chemikalien- und Chemieanlagenhandel mit dem Ostblock beschäftigte. Im Jahr 1961 wurde z. B. eine HDPE-Produktionsanlage für die ostdeutschen Leunawerke errichtet. Einer der spektakulärsten Aufträge war der zum Bau einer Raffinerie für die UdSSR im Wert von 1,5 Mrd. DM im Jahr 1965 zusammen mit dem Salzgitter-Konzern. Nach dem Tod des Seniorchefs wurde der Wittener Standort 1958 an das Unternehmen Dynamit Nobel verkauft, da die Imhausen-Chemie komplett nach Lahr zog und sich noch stärker als Engineering-Unternehmen über den Ost-Handel hinaus auch im Nahost-Handel betätigte. Karl-Heinz Imhausen wurde unter anderem von der pakistanischen Regierung als Berater für Petrochemie engagiert.
Nach dem Tod von Karl-Heinz Imhausen im Jahr 1983 machte die Imhausen-Chemie 1984 gemeinsam mit der Salzgitter AG durch eine Forschungsanlage zur Kohlehydrierung von sich reden, geriet aber unter der Führung von Jürgen Hippenstiel-Imhausen, dem Schwiegersohn von Karl-Heinz Imhausen, durch den Rabita- und XTC-Skandal mehrfach in negative Schlagzeilen. Unter anderem wurde später der Verdacht laut, dass die Forschungsgelder für die Kohlehydrierung für die Entwicklung der Rabita-Anlage verwendet wurden.

## Rabita-Skandal
Obwohl dem Bundesnachrichtendienst bereits 1985 Hinweise auf die Verstrickung der Imhausen-Chemie in die Planung und den Bau einer Giftgasfabrik (u. a. für Lost, Soman, Sarin) im libyschen Rabita (auch Rabta geschrieben) unter dem Projektnamen „Pharma 150“ vorlagen, wurde der Vorgang erst 1989 durch die Reportage von Michael R. Gordon bekannt. Danach sollen über Lahr und die Niederlassung in Zürich Bau- und Ausrüstungsmaterialien nach Libyen geschickt worden sein. Die Leitung in Libyen unterlag Fritz Schöffel und Steinhofer. Die Imhausen-Tochtergesellschaft Gesellschaft für Automation lieferte unter anderem elektronische Kontrollsystemanlagen der Siemens AG nach Libyen. Die Siemens AG ging dabei von einer Lieferung nach Hongkong aus. Am 13. Januar 1989 leitete die Staatsanwaltschaft in Offenburg gegen den Unternehmer Jürgen Hippenstiel-Imhausen ein Ermittlungsverfahren ein, nachdem bekannt geworden war, dass das Unternehmen trotz der weltweiten Ächtung von chemischen Waffen und des Kriegswaffenkontrollgesetzes am Bau der Chemiewaffenfabrik beteiligt war. Jürgen Hippenstiel-Imhausen sowie weitere beteiligte Manager wurden 1990 zu mehrjährigen Haftstrafen verurteilt. Der Rabita-Skandal gilt bis heute als einer der eklatantesten Fälle von Verstößen gegen das Außenwirtschaftsgesetz, der durch die verzögerte Aufklärung auch politisch zu beträchtlichem Schaden führte.

## Ecstasy-Skandal
1989 wurde aufgedeckt, dass die Imhausen-Chemie mehrere hundert Kilogramm der Chemikalien MDMA und Piperonylmethylketon, einer Vorstufe von MDMA, als normalen Lohnauftrag hergestellt und ausgeliefert hatte. MDMA ist als Ecstasy bekannt und unterliegt dem Betäubungsmittelgesetz. Die Verantwortlichen bei der Imhausen-Chemie entschuldigten sich mit der Unkenntnis über die gesetzlichen Bestimmungen.

## Imhausen nach 1990
Der Standort in Witten an der Arthur-Imhausen-Straße wird heute von den Unternehmen Evonik/Degussa und Sasol/Cremer Oleo in Form des Chemieparks Witten betrieben. Der Standort Raiffeisenstraße in Lahr wurde 1991 von dem Schweizer Unternehmen CU Chemie Uetikon übernommen, die das Werk im Oktober 2011 an Barclays Private Equity verkaufte. Barclays Private Equity wiederum veräußerte das Werk 2015 an Novacap.

## Firmen, Tochterfirmen und Beteiligungen
- 1937: Deutsche Fettsäure-Werke, Witten
- 1948: Imhausen & Co., Witten
- 1952: Chemische Werke Witten
- 1956: Galvanoform GmbH
- 1965: Bochumer Chemie Imhausen Company mbH, Lahr und Imhausen-Chemie GmbH, Lahr

weiterhin gab es noch folgende Töchter:
- Imhico Industrie Montan Handels- und Investment Co., Vaduz
- Imhico AG, Zürich
- Imhausen International Company, Lahr
- GfA Gesellschaft für Automation, Bochum